# Vanessa Hudgens

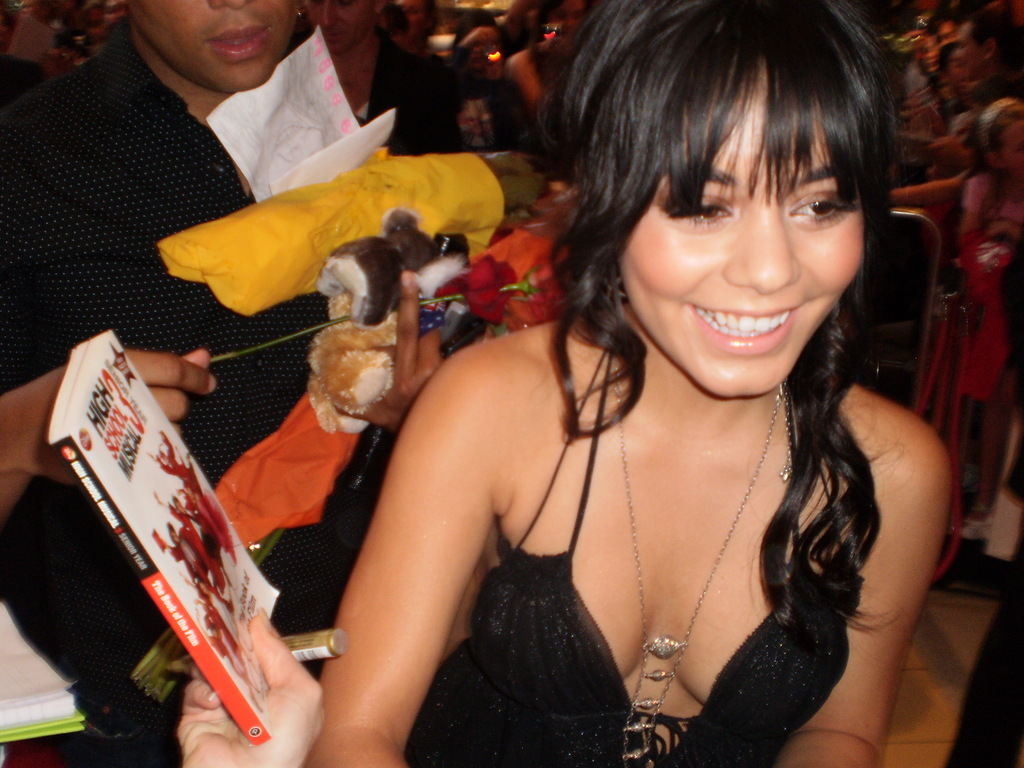
Vanessa Hudgens i Melbourne under premiären av High School Musical 3: Senior Year, 12 november 2008.

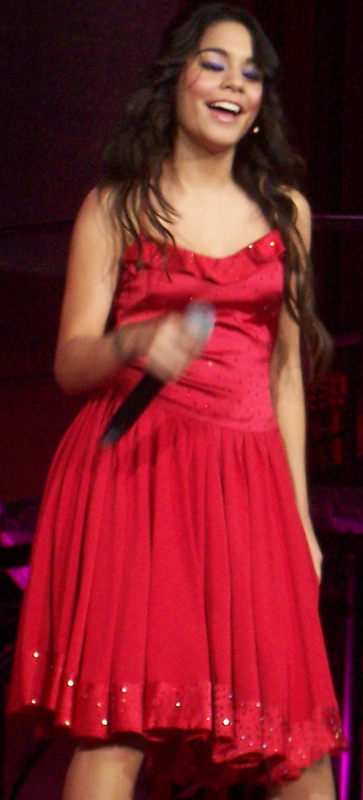
Vanessa Hudgens framför "Breaking Free" under High School Musical Concert Tour.

Vanessa Anne Hudgens, född 14 december 1988 i Salinas, Kalifornien, är en amerikansk skådespelerska, sångerska och producent. 
Hudgens medverkar bland annat i High School Musical-filmerna, som blev en stor succé över hela världen.

## Karriär
Hudgens medverkade först i filmerna Thirteen och Thunderbirds. Mer känd blev hon när hon spelade Gabriella Montez i High School Musical, och hon medverkar även i uppföljarna High School Musical 2 och High School Musical 3: Senior Year.
År 2006 kom Hudgens första singel Come Back To Me och därefter Say Ok. Båda singlarna är med på Hudgens skiva V. Därefter kom singeln Sneakernight och skivan Identified. 
Den 14 augusti 2009 hade filmen Bandslam premiär i USA och i den spelar hon karaktären Sam. Hudgens medverkar också i filmerna Sucker Punch och Beastly. De två sist nämnda filmerna spelades in under 2009 och hade båda premiär i mars i USA.
År 2010 spelade Vanessa Hudgens Mimi i musikalen RENT på Broadway Under 2013 var hon med i The Frozen Ground och Gimme Shelter främst, men också Spring Breakers och Machete Kills.

## Filmografi

### Filmer
| År   | Titel                               | Roll                                            | Övrigt                       |
| ---- | ----------------------------------- | ----------------------------------------------- | ---------------------------- |
| 2003 | Thirteen                            | Noel                                            | Filmdebut                    |
| 2004 | Thunderbirds                        | Tintin                                          | Science fiction-äventyrsfilm |
| 2008 | High School Musical 3: Senior Year  | Gabriella Montez                                |                              |
| 2009 | Bandslam                            | Sa5m                                            |                              |
| 2011 | Beastly                             | Lindy Taylor                                    |                              |
| 2011 | Sucker Punch                        | Blondie                                         |                              |
| 2012 | Journey 2: The Mysterious Island    | Kailani                                         |                              |
| 2013 | Spring Breakers                     | Candy                                           |                              |
| 2013 | The Frozen Ground                   | Cindy Paulson                                   |                              |
| 2013 | Machete Kills                       | Cereza                                          |                              |
| 2013 | Gimme Shelter                       | Agnes "Apple" Bailey                            |                              |
| 2015 | Freaks of Nature                    | Lorelei                                         |                              |
| 2018 | The Princess Switch                 | Stacy De Novo / Lady Margaret                   |                              |
| 2018 | Dog Days                            | Tara                                            |                              |
| 2018 | Second Act                          | Zoe                                             |                              |
| 2019 | Polar                               | Camille                                         |                              |
| 2019 | The Knight Before Christmas         | Brooke Winters                                  | Även verkställande producent |
| 2020 | Bad Boys for Life                   | Kelly                                           |                              |
| 2020 | The Princess Switch: Switched Again | Stacey De Novo / Lady Margaret / Fiona Pembroke | Även verkställande producent |
| 2021 | My Little Pony: A New Generation    | Sunny Starscout                                 |                              |
| 2024 | Bad Boys: Ride or Die               | Kelly                                           |                              |

### Tv
| År        | Titel                         | Roll                                       | Övrigt                    |
| --------- | ----------------------------- | ------------------------------------------ | ------------------------- |
| 2002      | Still Standing                | Tiffany                                    | Avsnitt "Still Rocking"   |
| 2002      | The Brothers Garcia           | Lindsey                                    | 2 avsnitt                 |
| 2005      | Drake & Josh                  | Rebecca                                    | Avsnitt "Little Sibling"  |
| 2005      | Quintuplets                   | Carmen                                     | Avsnitt "Coconut Kapow"   |
| 2006      | High School Musical           | Gabriella Montez                           | TV-film                   |
| 2006      | Disney Channel Games          | Sig själv                                  | Disney Channel            |
| 2006      | The Suite Life of Zack & Cody | Corrie                                     | 4 avsnitt, Disney Channel |
| 2007      | High School Musical 2         | Gabriella Montez                           | TV-film                   |
| 2016      | Grease: Live                  | Betty Rizzo                                | Special                   |
| 2017      | Powerless                     | Emily Locke                                | Huvudroll                 |
| 2017–2018 | So You Think You Can Dance    | Domare                                     | Säsonger 14–15            |
| 2018–2019 | Drunk History                 | Jeanne d'Arc / Marge Callaghan / Mata Hari | Säsonger 5–6 (2 avsnitt)  |

## Diskografi

### Album
| År   | Album                             | Topplistan | Topplistan                         | Topplistan |
| År   | Album                             | USA        | Antal sålda                        |            |
| ---- | --------------------------------- | ---------- | ---------------------------------- | ---------- |
| 2006 | V - Släppt: 26 september, 2006    | 24         | - RIAA: Guld - USA sålda: 570,000+ |            |
| 2008 | Identified - Släppt: 1 juli, 2008 | 23         | - RIAA: - - USA sålda: 22,000+     |            |

### Singlar
| År   | Titel             | Topplistan | Topplistan | Album      |
| År   | Titel             | USA        | Kanada     | Album      |
| ---- | ----------------- | ---------- | ---------- | ---------- |
| 2006 | "Come Back to Me" | 55         | —          | V          |
| 2007 | "Say OK"          | 61         | —          | V          |
| 2008 | "Sneakernight"1   | 88         | 95         | Identified |

### Musikvideor
| År   | Titel             | Album      |
| ---- | ----------------- | ---------- |
| 2006 | "Come Back to Me" | V          |
| 2007 | "Say OK"          | V          |
| 2008 | "Sneakernight"    | Identified |